# Sednoid

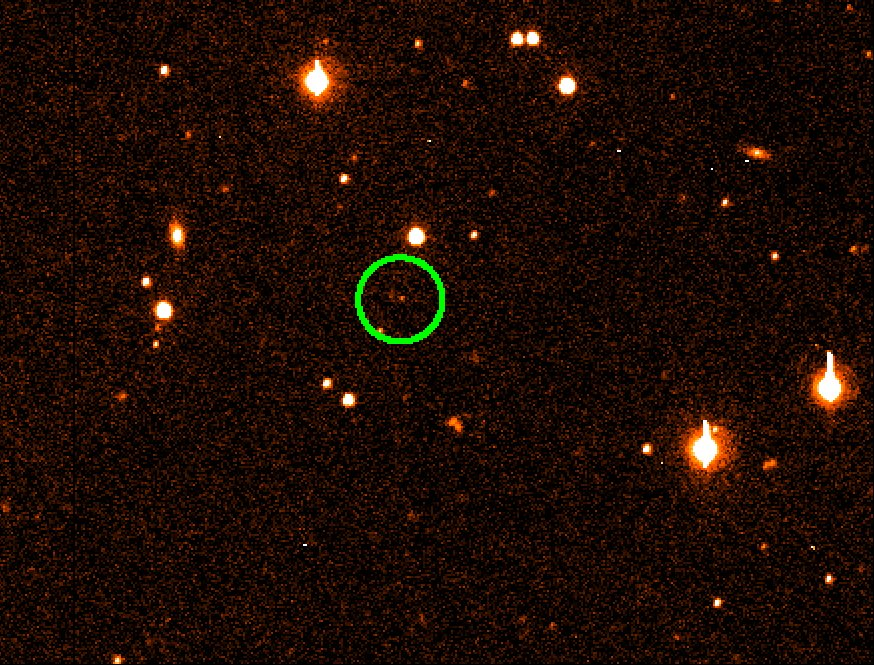
Sedna, eponimul și primul sednoid cunoscut

Un sednoid este un obiect transneptunian din Sistemul Solar al cărui periheliu este dincolo de 50 de unități astronomice de la Soare și a cărui semiaxă majoră este cuprinsă între 150 și 1.500 de unități astronomice. Sednoidele corespund la ceea ce Chadwick A. Trujillo și Scott S. Sheppard definesc, în articolul lor anunțând descoperirea lui 2012 VP113, ca un obiect din norul lui Oort intern. Dată fiind distanța lor față de Soare, ele formează o submulțime a obiectelor detașate.

## Denumirea
În articolul lor în care anunțau descoperirea transneptunianul 2012 VP113, publicat în martie 2014, Chadwick A. Trujillo și Scott S. Sheppard defineau ceea ce este un „obiect din norul lui Oort intern”, fără să folosească niciodată termenul de „sednoid”. Totuși, această denumire, creată pornind de la cel al primului obiect cunoscut din acest grup, anume 90377 Sedna, după modelul „plutoid”, este utilizat începând din 2013 de către autori în rezumatul unei prezentări effectuate la cea de-a 45-a întâlnire a a Diviziei de Planetologie  (în engleză: Division for Planetary Sciences) a  American Astronomical Society, întâlnire ținută chiar înaintea primirii de către editor a articolului sus-menționat. Această denumire a fost reluată într-o „cerere de timp de observații” efectuată de cei doi autori pentru semestrul 2014A (de la 1 februarie la 31 iulie 2014). În urma punerii on-line a articolului pe site-ul revistei Nature, la 26 martie 2014, denumirea de sednoid este utilizat din plin în mass-media, îndeosebi în cele anglofone.

## Crearea categoriei
Crearea categoriei sednoidelor datează de la anunțarea descoperirii lui 2012 VP113: acest obiect, a cărei orbită este similară cu aceea a lui 90377 Sedna, este într-adevăr al doilea obiect cunoscut având un periheliu superior a 50 de unități astronomice, situat, prin urmare, în permanență dincolo de limita exterioară a Centurii Kuiper.

## Lista membrilor cunoscuți
| Numărul | Numele     | Diametrul (km) | Semiaxa majoră (UA) | Periheliul (UA) | Afeliul (UA) | Argumentul periastrului (°) | Anul descoperirii |
| ------- | ---------- | -------------- | ------------------- | --------------- | ------------ | --------------------------- | ----------------- |
| 90377   | Sedna      | 995 ± 80       | 532,3 ± 1,7         | 76,13 ± 0,01    | ≈ 937        | 311,19 ± 0,02               | 2003              |
|         | 2012 VP113 | ≈ 500          | 263 ± 7             | 80,5 ± 0,6      | 446 ± 13     | 293,8 ± 2,4                 | 2012              |